# Carlo Airoldi
Carlo Airoldi (Origgio, 21 september 1869 – Milaan, 18 juni 1929) was een Italiaanse langeafstands- en marathonloper, bekend omdat hij in 1896 te voet van Milaan naar de Olympische Spelen van Athene ging. 

## Loopbaan
Airoldi was een boerenzoon, die sinds de beginjaren 1890 een gevierd marathonloper was en grote races won, waaronder de twaalfdaagse race Milaan-Barcelona over 1050 kilometer in september 1895. Voor deze overwinning kreeg hij 2000 pesetas (950 toenmalige Nederlandse guldens). Hij gold daarom als een grote kanshebber voor een olympische medaille in Athene. Voor zijn reis naar Athene sloot hij een contract met een Italiaanse krant, La Bicicletta, die hem hielp met onder meer informatie over de route. Zijn reis voerde door Oostenrijk, Kroatië (toen nog Turks), en Griekenland. Om Athene op tijd te bereiken moest hij 70 kilometer per dag lopen. Het eerste deel van zijn reis via Triëst en Rijeka (het vroegere Fiume) verliep zonder problemen; in Ragusa (Dubrovnik) in Dalmatië blesseerde hij echter een hand, waardoor hij twee dagen rust moest nemen. Aangezien hem werd afgeraden te voet door Albanië te reizen, nam hij de boot naar Korfoe.
Aangekomen te Athene wachtte hem een onaangename verrassing: het Olympisch Comité ondervroeg hem over zijn prijzengeld in de race Milaan-Barcelona en kwalificeerde hem als professional; aldus werd hij de eerste sporter die van de Olympische Spelen werd geweerd vanwege professionalisme.
Aan de marathon van 1896 namen achttien lopers deel waarvan veertien Grieken; de race werd gewonnen door de Griek Spiridon Louis.